# دندان‌خنجری
دندان‌خنجری (نام علمی: Machairodus) نام یک سرده از زیرخانواده دندان‌خنجری‌ها است.